# Ибрагимов, Бекдаулет Салкинбекугли
Бекдаулет Салкынбекулы Ибрагимов (род. 16 октября 1995 года) - казахский боксёр. Двукратный чемпион Казахстана (2016-2017). Бронзовый призёр чемпионата Азии по боксу 2017 года.

## Карьера
Живёт и тренируется в Шымкенте. Тренер - Нуркен Андасов. 
Чемпион Казахстана 2016 года в Павлодаре в весовой категории 64 кг.
Чемпион Казахстана 2017 года в Шымкенте в весовой категории 64 кг.
На чемпионате Азии 2017 года в Ташкенте завоевал бронзу в категории 64 кг , проиграв в полуфинале узбеку Икболжону Холдарову.
В апреле 2018 года, выступая за полупрофессиональную казахскую команду «Astana Arlans», принёс ей досрочную победу (3-0) в Гуйянге над китайской «China Dragons», уверенно выиграв бой у Кви Чинзе .
В июне 2018 года победил на Кубке Президента РК в Астане, в финале взяв реванш у чемпиона Азии-2017 Икболжона Холдарова .